# 東アフリカ

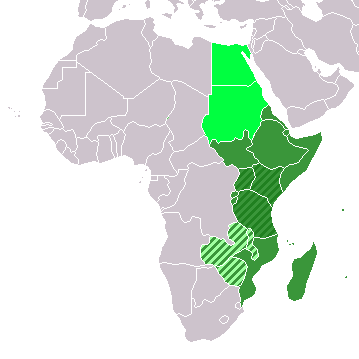
東部アフリカ (国連の準地域)
東アフリカ共同体（図では示されていないが、このほかにコンゴ民主共和国、ルワンダ、ブルンジ、南スーダンも含む）
かつての中央アフリカ連邦（ローデシア・ニヤサランド連邦・廃止）
地理上の東部アフリカ（上を含む）

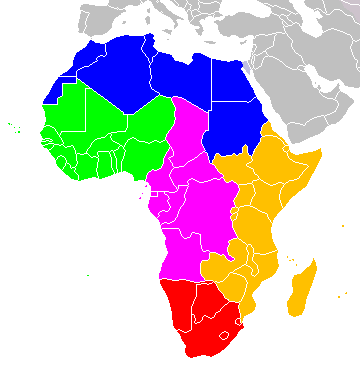
国際連合によるアフリカの地域の分類
北アフリカ
西アフリカ
中部アフリカ
東アフリカ
南部アフリカ

東アフリカ（ひがしアフリカ、英語: East Africa、スワヒリ語: Afriya mashariki）は、アフリカの東部地域、おおむね大地溝帯から東側の地域を指す。

## 文化・歴史
先史時代、現在主流の「人類アフリカ単一起源説」に依れば、東アフリカの「大湖沼地帯で最初の人類が生まれて、そこから世界へ広がった。
この地域はインド洋に面し、沿岸部（スワヒリ海岸と呼ばれる）は、モガディシュ、キルワ、マリンディなどの都市がインド洋のイスラム商人の交易で繁栄したことからイスラム教が広く浸透している。また、共通語はスワヒリ語である。内陸部でも特に北部は、アクスム王国のあったエチオピアがコプト正教会の伝統を受け継いでいる。
歴史的な文化圏としては、モノモタパ王国、ロズウィ王国があったジンバブエまで含まれ得るが、実際には、モザンビークを含むか含まないかの地理的な区分となっている。
また、20世紀までにアフリカ東部沿岸地域に成立した植民地の名称が「東アフリカ」とされ、支配国にとっての「東アフリカ」はこれらの地域を指していた。
- ポルトガル領東アフリカ（現モザンビーク）
- イギリス領東アフリカ（イギリス領ケニアを経て、現ケニア）
- ドイツ領東アフリカ（現タンザニア、ルワンダ、ブルンジ）
- イタリア領東アフリカ（現エチオピア、エリトリア、ソマリア）

第一次世界大戦の結果ドイツ領東アフリカの大半はイギリス委任統治領タンガニーカとなり、傍らで現ルワンダ、ブルンジの地域はベルギー委任統治領ルアンダ＝ウルンディとなる。その後1922年にイギリスの支配する3地域（ウガンダ、ケニア、タンガニーカ）に共通通貨東アフリカ・シリングが導入された。
この3地域に結ばれた関税同盟が独立後に引き継がれ、東アフリカを東アフリカ連邦に統合する構想を掲げるタンザニアのジュリウス・ニエレレの後押しもあって、1967年にウガンダ、ケニア、タンザニアによってタンザニアのアルーシャを本部とする東アフリカ共同体（第一次）となるが、国家間の対立により1977年に崩壊する。
現在、通貨統合も含めて政治的・経済的統合が検討されている現代版の「東アフリカ共同体」（第二次）が進行中であり、ウガンダ、ケニア、タンザニアの3国がアルーシャへ本部を再設置させて2001年に発足させ、2007年からはルワンダとブルンジの2国が参加した。

## 独立国
- ブルンジ
- コモロ
- ジブチ
- エリトリア
- エチオピア
- ケニア
- マダガスカル
- マラウイ
- モーリシャス
- モザンビーク
- ルワンダ
- セーシェル
- ソマリア
- ソマリランド（事実上）
- 南スーダン
- タンザニア
- ウガンダ
- ザンビア
- ジンバブエ

## 非独立地域

### 海外領土
- イギリス領インド洋地域
- ハード島・マクドナルド諸島
- フランス領南方・南極地域
- マヨット
- レユニオン

### その他の地域
- アンジュアン島
- ガルムドゥグ
- グランドコモロ島
- ヒーシェベリ
- ジュバランド
- モヘリ島
- プントランド
- ロドリゲス島
- ソコトラ島
- 南西ソマリア
- ザンジバル